# Eurosonic Festival
L'Eurosonic Festival (conosciuto anche semplicemente come Eurosonic) è un festival musicale che si tiene annualmente, a partire dal 1996, nella città olandese di Groninga.
Il festival, organizzato dalla Fondazione Noorderslag, fa parte della Conferenza Europea della Musica e dello Showcase Festival Eurosonic Noorderslag.